# Loïc Deman
Pas d'image ? Cliquez ici
Loïc Deman, né le 19 octobre 1977 est un pilote automobile belge.

## Carrière
En 2001, il participe aux 24 Heures de Spa au volant d'une Porsche 964 Speedster ; sa course se solde par un abandon.
En 2005, pour les 24 Heures du Mans, il est annoncé dans la baquet de la Courage C65 du G-Force Racing, mais  finalement il ne participera pas à l'épreuve,.
En 2015, à Monza, il remporte les deux courses du Championnat FIA Masters Historic de Formule 1.
L'année suivante, il remporte la première course du week-end à Zolder.